# 汪云任
汪云任，安徽盱眙县（今江苏盱眙县）人，清朝政治人物。同进士出身。
嘉慶二十二年丁丑科进士。道光十九年（1839年）接替毓衡任苏松道道员一职，由王玥接任。